# Еумен
Еумен (362. п. н. е. - 316. п. н. е.) је био македонски генерал и секретар Александра Македонског. Учествовао је у рату дијадоха.
Од 323. п. н. е. био је сатрап Кападокије и Пафлагоније. Властити војници га издају да би добили баснословно опљачкано благо.

## Секретар и сатрап
Рођен је у Кардији на Галипољу. Рано се запослио као секретар код Филипа II, а након његове смрти код Александра Македонског, кога прати и у Азију. После Александрове смрти 323. п. н. е. командује великим бројем војника, који се боре за Александрова сина Александра IV. Током поделе царства добија Кападокију и Пафлагонију, које нису биле потпуно потчињене. Регент царства Пердика даје задатак Антигону и Леонату да му помогну и потчине та два региона. Антигон је то одбио па га Пердика позива на суд због непослушности.

## На страни легитимног регента и престолонаследника
Антигон се удружује са Антипатером, Кратером, Птолемејем и Лизимахом против Пердике. Еумен је на страни Пердике. Кад су Кратер и Антипатер завршили Ламијски рат и потчинили Грчку, кренули су у Азију да сруше Пердикин поредак. Прво су ударили на Кападокију. Кратер и сатрап Јерменије Неоптолем су поражени близу Хелеспонта 321. п. н. е. од стране Еумена. Неоптолем је погинуо, а Кратер је умро од последица рањавања.

## Сви дијадоси против Еумена
Након што су убили Пердику у Египту, македонски генерали осуђује Еумена на смрт и шању Антипатера и Антигона да то изврше.
Еумена издају његови официри и он бежи у врло јаку тврђаву Нору, која се налазила између Кападокије и Ликаоније. Ту се Еумен држао преко годину дана, док није умро Антипатер. Антипатеровом смрћу почиње подела међу његовим непријатељима. Антипатер оставља регентство пријатељу Полиперхону уместо свом сину Касандру. Касандар се удружује са Антигоном и Птолемејем, а Еумен се удружује са Полиперхоном.

## Издају га властити војници
Еумен успева да побегне из Норе, а ускоро угрожава Феникију и Сирију. Антигон креће 318. п. н. е. против њега., а Еумен се повлачи источно да се придружи источним сатрапима. Биле су две неодлучне битке, битка код Паратакене 317. п. н. е. и битка код Габјене 316. п. н. е.. После тих битака издају га властити војници и предају Антигону.
Македонски ветерани су накупили огромно благо током 30 година успешног ратовања. Садржавало је дијаманте, драго камење, злато, али и жене и децу. Антигон обећава ветеранима део тог накупљеног блага само ако му предају Еумена. Тако су предали Еумена Антигону, који га убија.